# Крохмаль, Виктор Николаевич
Ви́ктор Никола́евич Крохмаль (1873, Киев — 1933, Ленинград) — общественный и политический деятель, участник революционного движения в Российской Империи с 1890-х годов. По партийной принадлежности социал-демократ, после II съезда РСДРП — меньшевик.

## Биография
Виктор Николаевич Крохмаль родился в 1873 году в Киеве, в семье адвоката. С 1896 года участвовал в студенческом движении, в феврале этого же года был первый раз арестован. Будучи студентом естественного отделения физико-математического факультета Киевского университета, привлекался к дознанию по делу Союзного совета киевских студенческих организаций и землячеств. В 1897 вступил в РСДРП. С осени 1900 г. агент «Искры», один из руководителей киевского комитета РСДРП. В феврале 1902 года арестован, в августе того же года вместе с 10 другими распространителями «Искры» бежал из Лукьяновской тюрьмы.
Делегат от Уфимской организации на 2-м съезде РСДРП. После 1903 один из лидеров меньшевиков. В октябре 1904 кооптирован меньшевиками в ЦК РСДРП. Участник Декабрьского вооруженного восстания 1905 в Москве. На Стокгольмском объединительном съезде (1906) избран членом ЦК РСДРП.
В 1908 экстерном окончил юридический факультет Харьковского университета.
В мае 1917 на Всероссийской конференции меньшевистских и объединённых организаций РСДРП избран членом ОК РСДРП. В 1917 входил в состав Чрезвычайной следственной комиссии Временного правительства по расследованию противозаконных действий представителей царского режима, следственной комиссии бюро ВЦИК по расследованию июльских событий 1917 в Петрограде, Чрезвычайной следственной комиссии по делу генерала Л.Г. Корнилова.
Крохмаль упоминается в мемуарах начальника Московского охранного отделения П. П. Заварзина:

Председателем допрашивающей нас комиссии был социал-демократ В. Н. Крохмаль, по одну сторону его сидел генерал-лейтенант военно-судебного ведомства, а по другую — член Петроградской судебной палаты. Почтительные позы этих двух членов комиссии и их осторожный шёпот «на ушко» Крохмалю, указывали на то, что передо мною крупный «сановник» Временного правительства и что ему докладываются о моей неблагонадёжности. Я сидел скромно. Судьба изменчива! Председатель Крохмаль ныне в тюрьме у большевиков!.. А тогда, в Таврическом дворце, я, смотря на него, живо воскресил в памяти все подробности его ареста в Киеве в 1902 году и многократных допросов.— Заварзин П. П. Работа тайной полиции. Париж, 1924.
Крохмаль был членом президиума Предпарламента и участвовал в работе Чрезвычайного съезда меньшевиков (с 30 ноября по 7 декабря 1917 года). Из-за победы на съезде левых меньшевиков вышел из ЦК и прекратил политическую деятельность.
С 1918 работал управляющим Петроградской конторой Центросоюза. В 1921 жил в Петрограде, работал юрисконсультом в Центросоюзе. Местными чекистами характеризовался как «кооператор» и «активный» партийный работник. В 1921 году был арестован, однако в ноябре того же года освобождён. С марта 1922 работал юрисконсультом Петроградской областной конторы Всероссийского кооперативного банка. В августе 1922 включен в составленный ВЧК список лиц, подлежавших высылке из Петрограда (позднее высылка была отменена). С марта 1930 работал юрисконсультом в Ленинградском управлении «Совколхозстроя». В декабре 1930 вышел на пенсию.
Умер в 1933 г. Похоронен на Литераторских мостках.